# 函館護国神社
函館護国神社（はこだてごこくじんじゃ）は、北海道函館市青柳町にある神社。旧指定護国神社。

## 歴史
1869年（明治2年）5月、箱館戦争が終結すると、新政府軍は同月21日に大森浜で戦死者の招魂祭を行った。そして、室蘭から函館に移送された旧幕府軍捕虜の一部を使役して函館山麓に招魂場を造らせたのがはじまりである。その後「函館招魂社」と呼ばれ、1939年（昭和14年）に函館護国神社に改名および指定護国神社となり、函館連隊区を崇敬区域とした。
第二次大戦後の1946年（昭和21年）、GHQに配慮して名称を「潮見丘神社」に変更したが、1955年（昭和30年）に函館護国神社に戻している。
近年は、縁結びにご利益があると謳っている。

## 境内
- 社殿

1942年（昭和17年）建築。

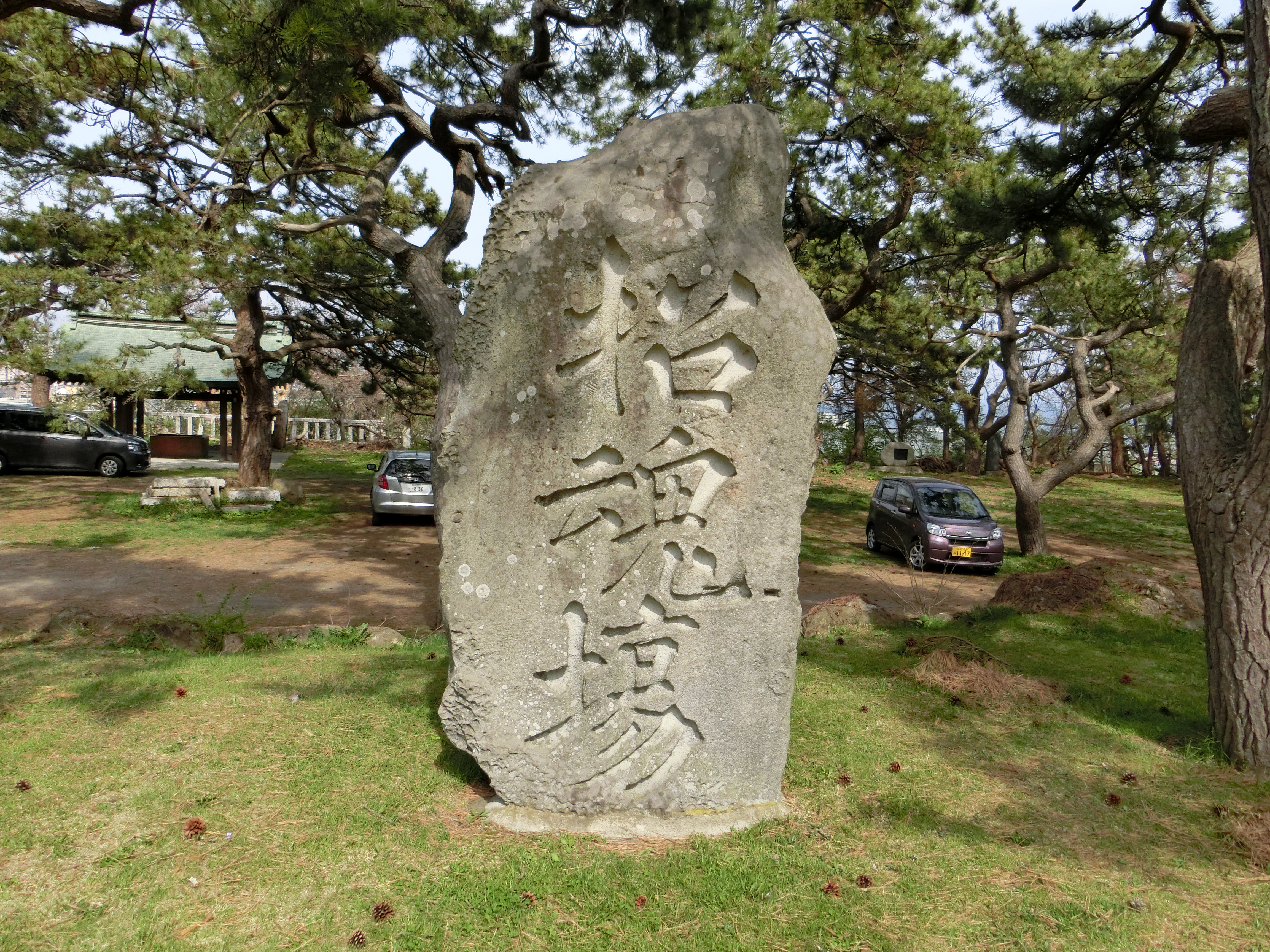
招魂場の碑
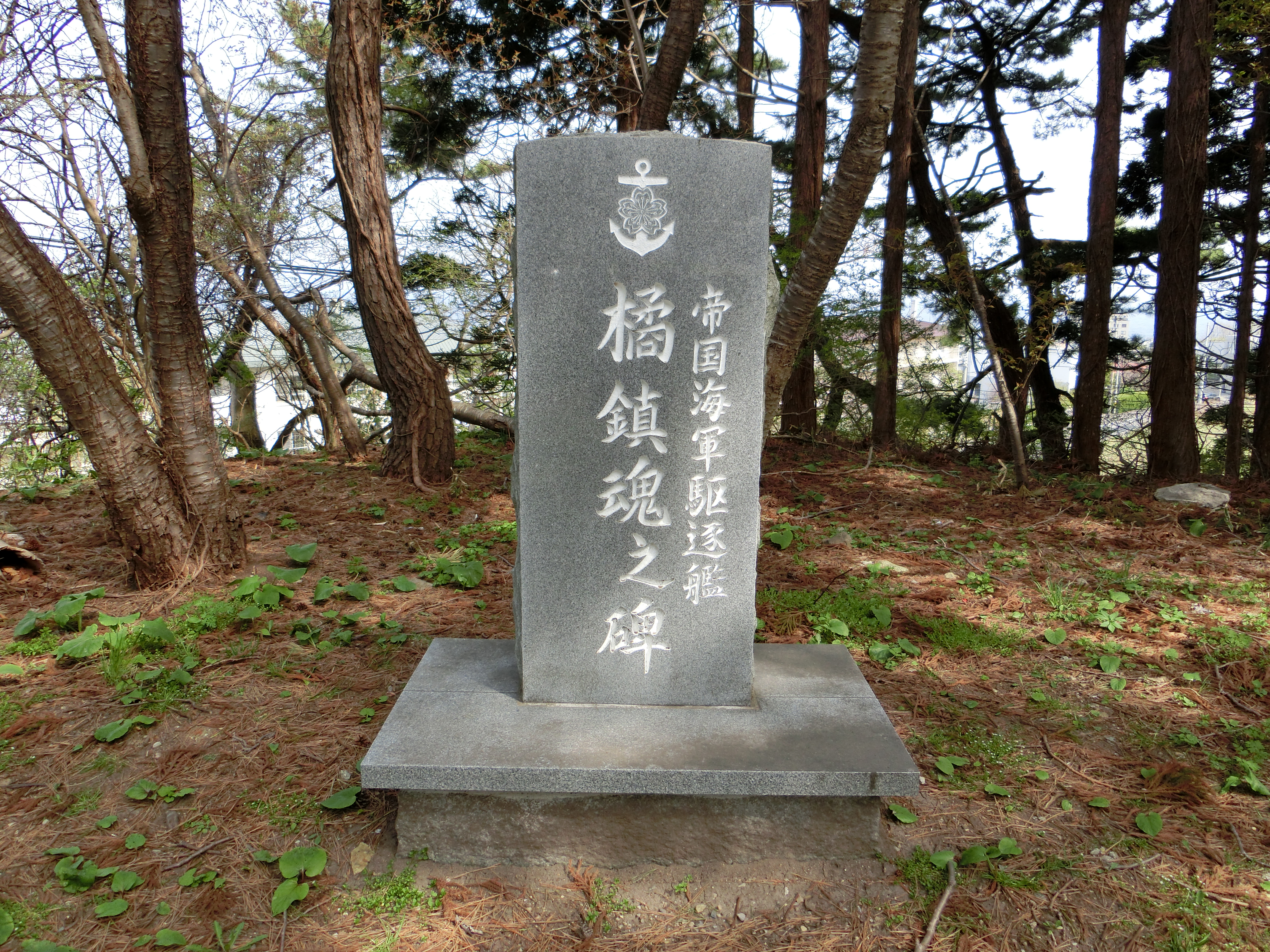
橘鎮魂之碑
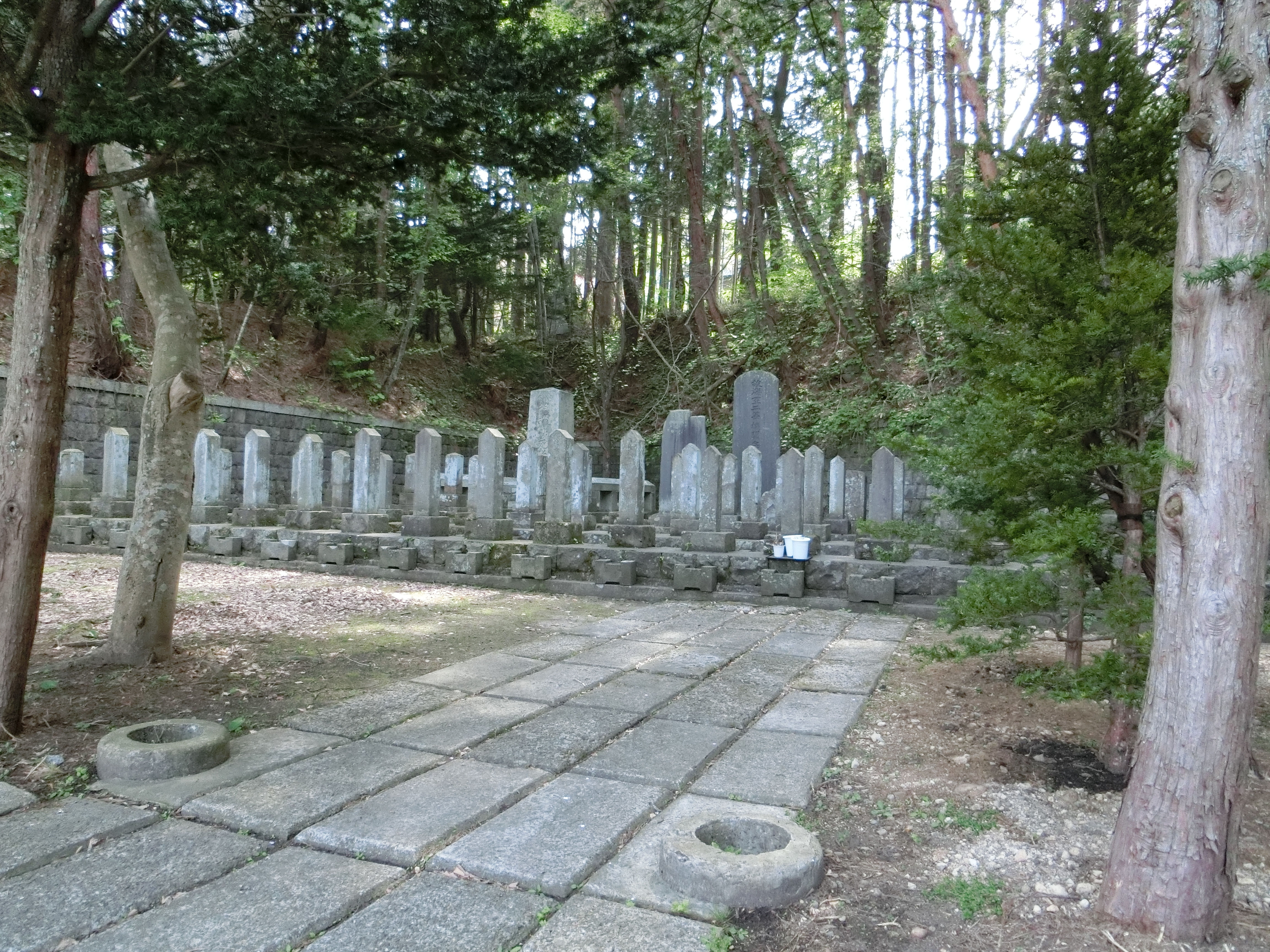
官軍墓地
チューリップの歌碑

揮毫は清水谷公考。高田屋嘉兵衛の弟・金兵衛が公共工事として市民に海中から引き揚げさせた巨石「亀石」の一部といわれている。
- 橘鎮魂之碑

1945年（昭和20年）7月14日の函館空襲の際、函館湾で沈没した駆逐艦・橘の慰霊碑。
- 官軍墓地

社殿右奥にある。箱館戦争で戦死した官軍兵士の墓約60基が並ぶ。
- 唱歌「チューリップ」の碑

- 招魂場の碑
- 橘鎮魂之碑
- 官軍墓地
- チューリップの歌碑

## 例祭
例祭日は当初、6月10日と定められたが、1905年（明治38年）に5月6日へ変更した後、1913年（大正2年）からは現在の5月11日となった。明治初期の例祭は、函館の神社の中で最も賑わった祭であり、麓の蓬莱町遊郭では招魂社競馬も行われていた。

## その他

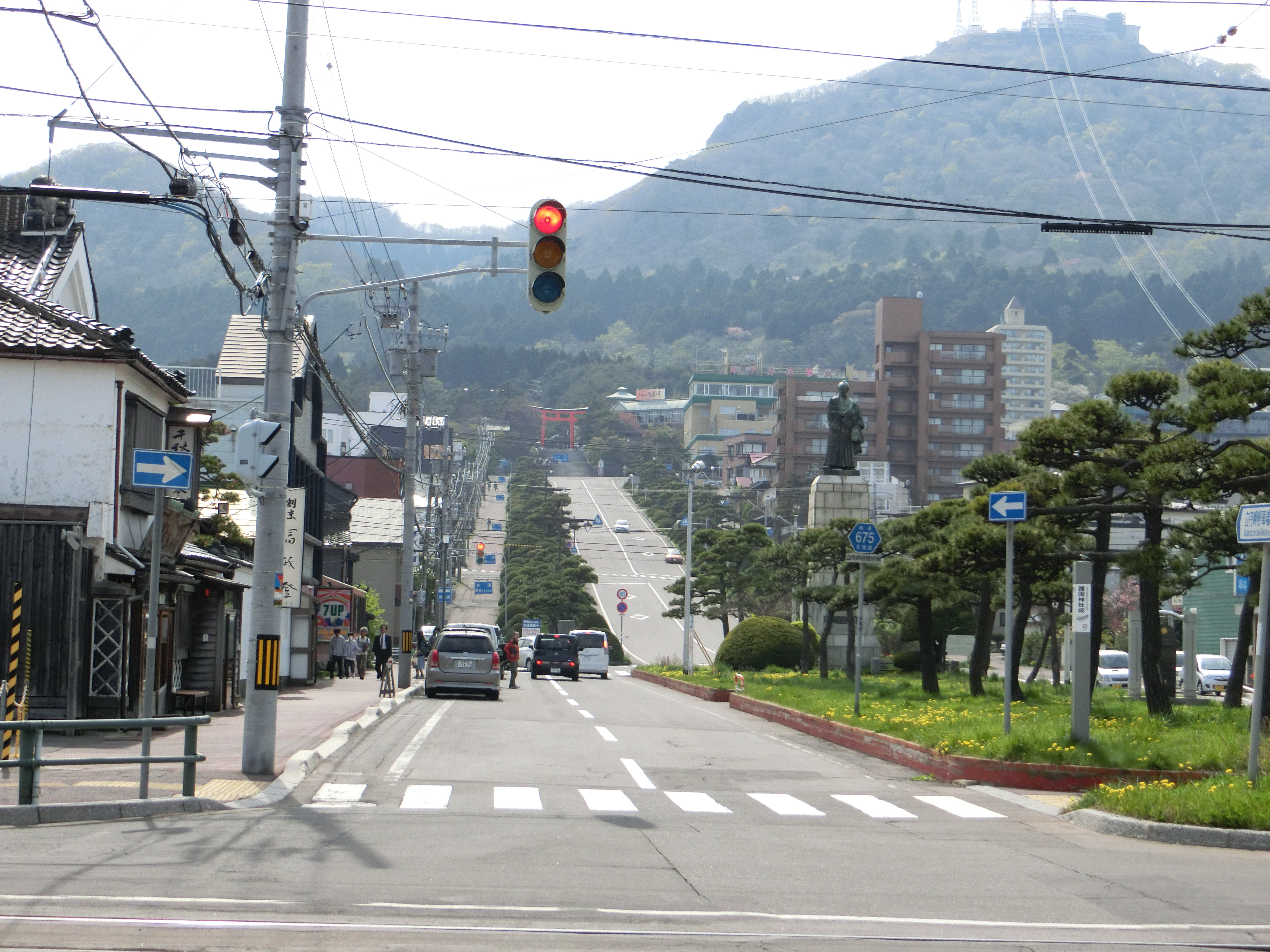
護国神社坂を下から望む。突き当りの赤い鳥居が函館護国神社。

函館護国神社から函館市電宝来町停留場に到る坂は「護国神社坂」（招魂社時代は「招魂坂」）と呼ばれている。坂を下りたところには高田屋嘉兵衛の立像がある。